# Metro van Istanbul
De metro van Istanbul (Turks: İstanbul metrosu) is het metronetwerk van de Turkse stad Istanbul. De bouw ervan begon in 1989.

## Geschiedenis
Al in 1875 werd in Istanbul de eerste ondergrondse spoorweg aangelegd. Deze kabelspoorweg van Karaköy naar Beyoğlu wordt de Tünel genoemd en is de op een na oudste metrolijn van de wereld, na de metro van Londen.
Pas eind jaren 80 werd begonnen met de bouw van een modern metronetwerk. In 1989 werd het eerste deel van de huidige lijn M1 geopend.

## Lijnen
Er zijn 10 metrolijnen operationeel (lijn M1 bestaat uit M1A en M1B):
| Lijn    | Route                                               | Geopend | Lengte    | Stations | Bijzonderheden |
| ------- | --------------------------------------------------- | ------- | --------- | -------- | --- |
|         | Yenikapı ↔ Luchthaven Atatürk (M1A) / Kirazlı (M1B) | 1989    | 26.8 km   | 23       | Verlenging tussen Aksaray en Yenikapı is geopend in november 2014.                                                           |
|         | Yenikapı ↔ Hacıosman                                | 2000    | 23.5 km   | 16       | Verlenging tussen Sishane en Yenikapı is geopend in februari 2014. Van Sanayi Mahallesi is er een aftakking naar Seyrantepe. |
|         | Kirazlı ↔ Kayaşehir Merkez                          | 2013    | 18 km     | 13       | Er is een zuidelijke verlenging richting Bakırköy met 7 stations gepland.                                                    |
|         | Kadıköy ↔ Luchthaven Sabiha Gökçen                  | 2012    | 33.9 km   | 23       | De uitbreiding naar Luchthaven Sabiha Gökçen met 4 stations werd in 2022 geopend.                                            |
|         | Üsküdar ↔ Çekmeköy                                  | 2017    | 20 km     | 16       | Geopend op 15 december 2017                                                                                                  |
|         | Levent ↔ Boğaziçi Üniversitesi/Hisarüstü            | 2015    | 3.3 km    | 4        | Uitvoering als lichte metro                                                                                                  |
|         | Yıldız ↔ Mahmutbey                                  | 2020    | 20 km     | 17       | Verlenging Mecidiyeköy – Kabataş (6,5 km met 4 stations) nog niet in dienst bij opening op 28 oktober 2020.                  |
|         | Bostancı ↔ Parseller                                | 2023    | 14.2 km   | 13       | Geopend op 6 januari 2023 |
|         | Olimpiyat ↔ Bahariye                                | 2021    | 6 km      | 5        | Gedeeltelijk geopend op 29 mei 2021.                                                                                         |
|         | Gayrettepe ↔ Kargo Terminali                        | 2023    | 37,5 km   | 8 km     | Geopend op 22 januari 2023. Verlenging van Kağıthane tot Gayrettepe geopend op 29 januari 2024                               |
| TOTAAL: | TOTAAL:                                             | TOTAAL: | 202,76 km | 138      | |

Lijn M1 is de eerste lijn en werd geopend in 1989. Tussen 1989 en 2002 is de lijn verlengd naar Luchthaven Istanbul Atatürk en in 2014 is de lijn in zuidelijke richting verlengd richting Yenikapı. Vanaf station Esenler is lijn M1B in 2013 geopend naar Kirazlı.
Lijn M1A ligt voor het grootste deel bovengronds. Alleen tussen Yenikapı en Topkapı en vlak voor het eindstation bij luchthaven Ataturk ligt de lijn ondergronds. Lijndeel M1B ligt tussen Esenler en het eindpunt geheel ondergronds.
De lijn biedt bij OV-knooppunt Yenikapı aansluiting op lijn M2, voorstadslijn Marmaray, diverse buslijnen en veerboten richting Yalova en binnenstedelijke bestemmingen. Bij Kirazlı kan overgestapt worden op lijn M3. Verder kan er op diverse stations overgestapt worden op tramlijnen.
Lijn M2 is geopend in 2000 tussen Taksim en 4. Levent. Tussen 2009 en 2011 is de lijn verlengd naar Şişhane in het zuiden en Hacıosman in het noorden. Verder is er een aftakking aangelegd tussen Sanayi Mahallesi en Seyrantepe. In 2014 is ten slotte de laatste verlenging geopend tussen Şişhane en Yenikapı.
De lijn ligt vrijwel geheel ondergronds met uitzondering van de kruising met de Gouden Hoorn. Deze wordt middels een brug overgestoken.
Bij Yenikapı is er aansluiting op lijn M1 en de Marmaray, bij Taksim kan overgestapt worden op de funicular F1 naar Kabataş en in de buurt van Şişhane bevindt zich de Tünel naar Karaköy.
Verder zijn er overstapmogelijkheden op de metrobus en de tram bij diverse stations.
Lijn M3 is geopend in 2013. De lijn loopt van Kirazlı naar het Olimpiyat Parkı (olympisch park) en MetroKent.
De lijn ligt, op een klein stuk tussen Ziya Gökalp Mahallesi en Olimpiyat Parkı na, geheel ondergronds. Bij Kirazlı is er een overstap mogelijk op M1B.
Lijn M4 is de eerste lijn aan de Aziatische zijde van Istanbul. De lijn is geopend in 2012 en loopt van Kadıköy tot Kartal. De lijn ligt grotendeels parallel aan de drukke weg D100 en geheel ondergronds. Bij Ayrılıkçeşme is er aansluiting op de voorstadslijn Marmaray, die via een spoortunnel onder de Bosporus het Aziatisch en Europees deel van Istanbul met elkaar verbindt. Vanaf Kartal is een verlenging gepland naar Luchthaven Sabiha Gökçen.
Lijn M6, de mini-metro, is een korte lijn met 4 stations geopend in 2015. De lijn verbindt lijn M2 (station Levent) met Boğaziçi Üniversitesi.
Lijn M5 is geopend op 15 december 2017. De lijn op het Aziatisch continent verbindt Üsküdar, eerst met Yamanevler, na uitbreiding met Çekmeköy.
Lijn M7 werd geopend op 28 oktober 2020. De lijn op het Europees continent verbindt Mahmutbey, eerst met Mecidiyeköy, na uitbreiding met Kabataş.

## Toekomst
| Lijn | Route                             | Lengte              | Stations       | Bijzonderheden            |
| ---- | --------------------------------- | ------------------- | -------------- | ------------------------- |
|      | Verlenging Bakırköy-İDO ↔ Kirazlı | 9.0 km              | 7 (in aanleg)  | In aanleg, opening: 2023. |
|      | Yıldız ↔ Kabataş                  | 3 km (in aanleg)    | 2 (in aanleg)  | in aanleg, opening: 2023. |
|      | Ataköy ↔ Bahariye                 | 10.8 km (in aanleg) | 9 (in aanleg)  | in aanleg, opening: 2023. |
|      | Halkalı ↔ Kargo Terminali         | 31.5 km (in aanleg) | 7 (in aanleg)  | in aanleg, opening: 2023. |
|      | 60. Yıl Parkı ↔ Kazım Karabekir   | 13 km (in aanleg)   | 11 (in aanleg) | in aanleg, opening: 2023. |

## Techniek
Alle lijnen zijn aangelegd op normaalspoor en liggen voor het grootste deel ondergronds (uitzondering is lijn M1A). De treinen op lijn M1 worden gevoed middels bovenleiding de overige lijnen middels een derde rail.

## Voorstadspoorweg
Naast de metrolijnen beschikt Istanbul ook over een, deels in aanleg zijnde, voorstadspoorweg:
| Lijn | Route                     | Geopend | Lengte  | Stations | Bijzonderheden                                                          |
| ---- | ------------------------- | ------- | ------- | -------- | ----------------------------------------------------------------------- |
|      | Kazlıçeşme ↔ Ayrılıkçeşme | 2013    | 13.6 km | 5        | Tussen Ayrılıkçeşme en Gebze en tussen Kazlıçeşme en Halkalı in aanleg. |

De voorstadspoorweg met de naam Marmaray verbindt de reeds bestaande Europese en Aziatische voorstadspoorwegen van Istanbul middels een tunnel onder de Bosporus en geeft aansluiting op de metrolijnen zowel aan de Europese kant als aan de Aziatische kant. Anno 2015 bestaat deze lijn uit 5 stations en biedt op de Europese kant aansluiting op lijn M1 en lijn M2 bij Yenikapı. Op de Aziatische kant is er aansluiting op lijn M4 bij Ayrılıkçeşme.
De Marmaray zal in de toekomst doorgetrokken worden naar Halkalı in het westen en Gebze in het oosten. Deze lijn zal voor het grootste deel aangelegd worden op de, enkele jaren geleden opgebroken, spoorlijnen Halkalı-Sirkeci en Haydarpaşa-Gebze.

## Tramlijnen en kabelspoorlijnen

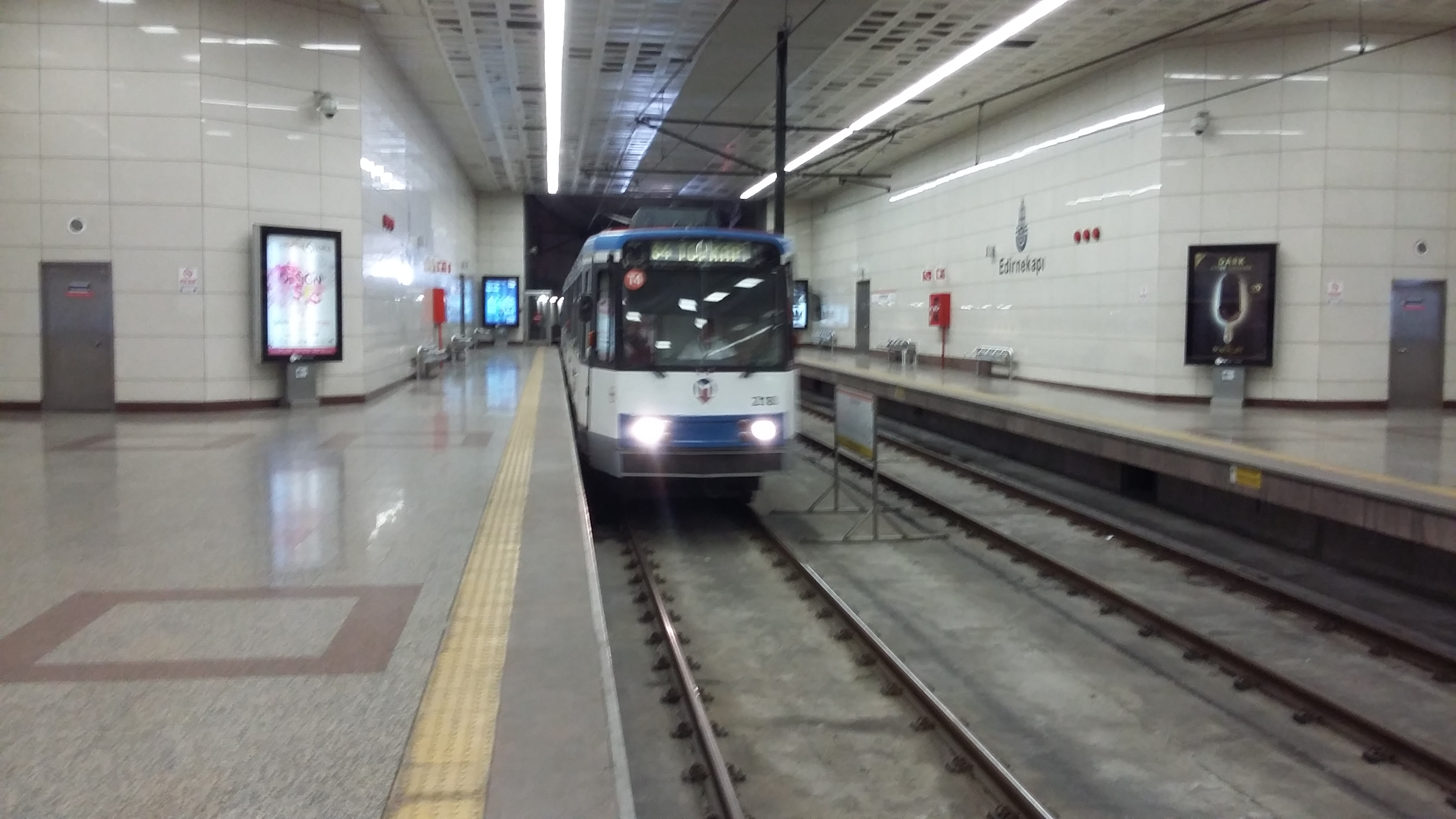
Station Edirnekapı van lijn T4.

Naast de metro- en voorstadlijnen beschikt Istanbul over vier tramlijnen en twee kabelspoorwegen:
- Tramlijn T1: Moderne tramlijn tussen Kabataş en Bagcilar. Geheel dubbelsporig, aangelegd tussen 1992 en 2006 met 31 haltes.
- Tramlijn T2: Historische tramlijn tussen Şişhane/Tünel en Taksim. Grotendeels enkelsporig met 4 haltes.
- Tramlijn T3: Historische tramlijn in Kadıköy. Enkelsporig en rijdt eenrichting in een rondje met 10 haltes.
- Tramlijn T4: Moderne tramlijn tussen Topkapı en Mescid-I-Selam. Geheel dubbelsporig, aangelegd tussen 2007 en 2009 met 21 haltes.
- Funicular F1: Kabelspoorweg van Taksim naar Kabataş. Enkelsporig met passeermogelijkheid halverwege, geopend in 2006 met 2 haltes.
- Funicular F2: Kabelspoorweg van Karaköy naar Şişhane. Zie volledige artikel: Tünel.

## Metrobus

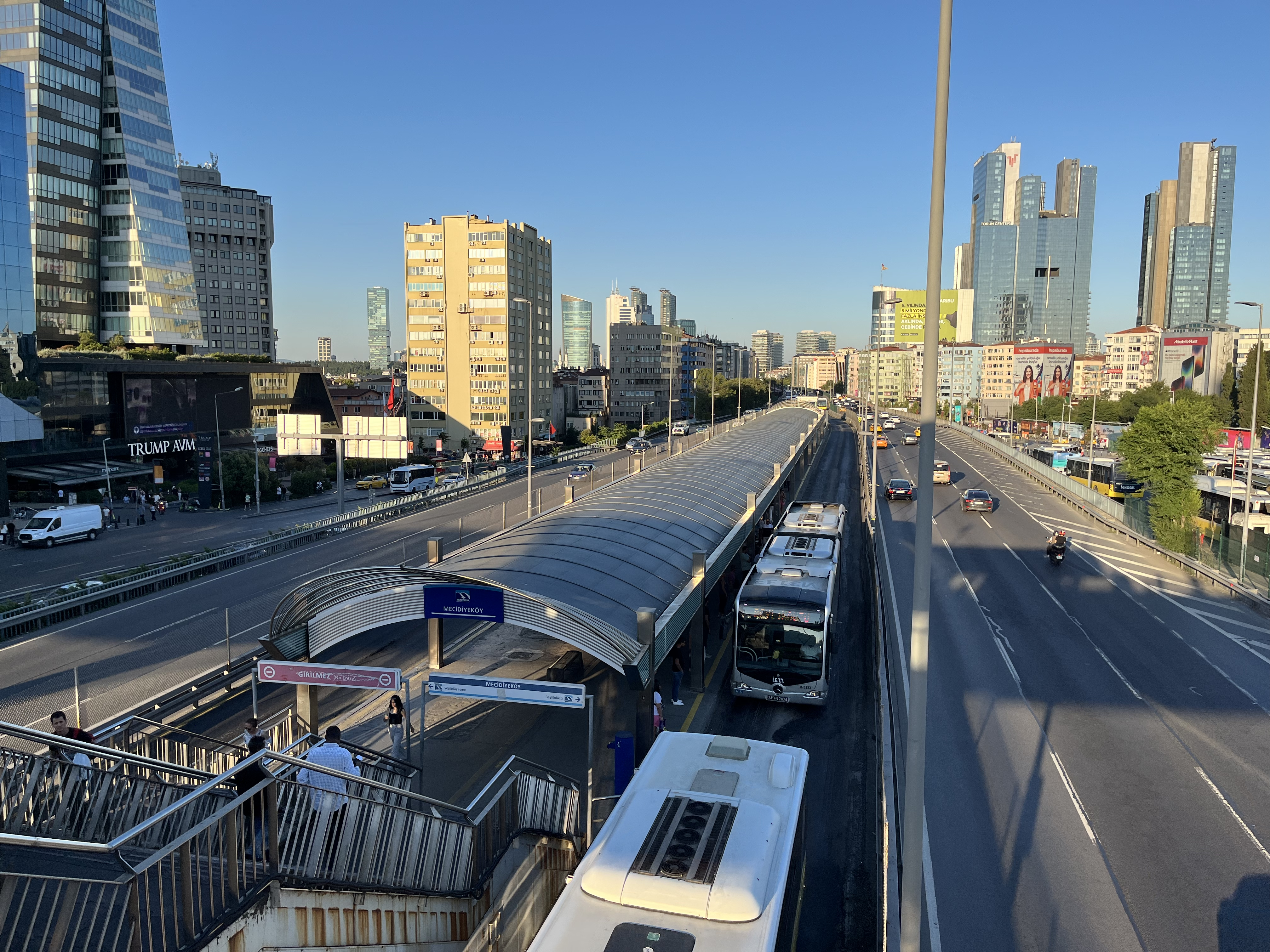
Metrobusstation met afgesloten toegang

Verder beschikt de stad over een buslijn op vrijliggende baan (uitgezonderd over de Bosporusbrug) met hoge frequentie en afgesloten stations. De bussen rijden aan de linkerkant zodat ze de eilandperrons in de stations kunnen bedienen (zoals alle bussen zijn de deuren aan de rechterkant). Aangelegd tussen 2007 en 2012 met 44 haltes.